# Bielorrusia en los Juegos Olímpicos de Sídney 2000
Bielorrusia estuvo representada en los Juegos Olímpicos de Sídney 2000 por un total de 139 deportistas que compitieron en 20 deportes.  
El portador de la bandera en la ceremonia de apertura fue el luchador Serguei Lishtvan.

## Medallistas
El equipo olímpico bielorruso obtuvo las siguientes medallas:
| Nombre                                                                                 | Deporte            | Competición                      |
| -------------------------------------------------------------------------------------- | ------------------ | -------------------------------- |
| Oro                                                                                    |                    |                                  |
| Yanina Karolchik                                                                       | Atletismo          | Peso F                           |
| Elina Zvereva                                                                          | Atletismo          | Disco F                          |
| Yekaterina Karsten                                                                     | Remo               | Scull ind. (W1x) F               |
| Plata                                                                                  |                    |                                  |
| Yuliya Raskina                                                                         | Gimnasia rítmica   | Individual F                     |
| Tatiana Ananko Tatiana Belan Anna Glazkova Irina Ilienkova Mariya Lazuk Olga Puzhevich | Gimnasia rítmica   | Equipos F                        |
| Igor Basinski                                                                          | Tiro               | Pistola 50 m M                   |
| Bronce                                                                                 |                    |                                  |
| Irina Yachenko                                                                         | Atletismo          | Disco F                          |
| Igor Astapkovich                                                                       | Atletismo          | Martillo M                       |
| Natalia Sazanovich                                                                     | Atletismo          | Heptatlón F                      |
| Guennadi Oleshchuk                                                                     | Halterofilia       | 62 kg M                          |
| Serguei Lavrenov                                                                       | Halterofilia       | 69 kg M                          |
| Anatoli Lariukov                                                                       | Judo               | –73 kg M                         |
| Dmitri Debelka                                                                         | Lucha grecorromana | 130 kg M                         |
| Pavel Dovgal                                                                           | Pentatlón moderno  | Individual M                     |
| Igor Basinski                                                                          | Tiro               | Pistola de aire 10 m M           |
| Serguei Martynov                                                                       | Tiro               | Rifle en posición tendida 50 m M |
| Lolita Yevglevskaya                                                                    | Tiro               | Pistola 25 m F                   |